# Emile Jéquier

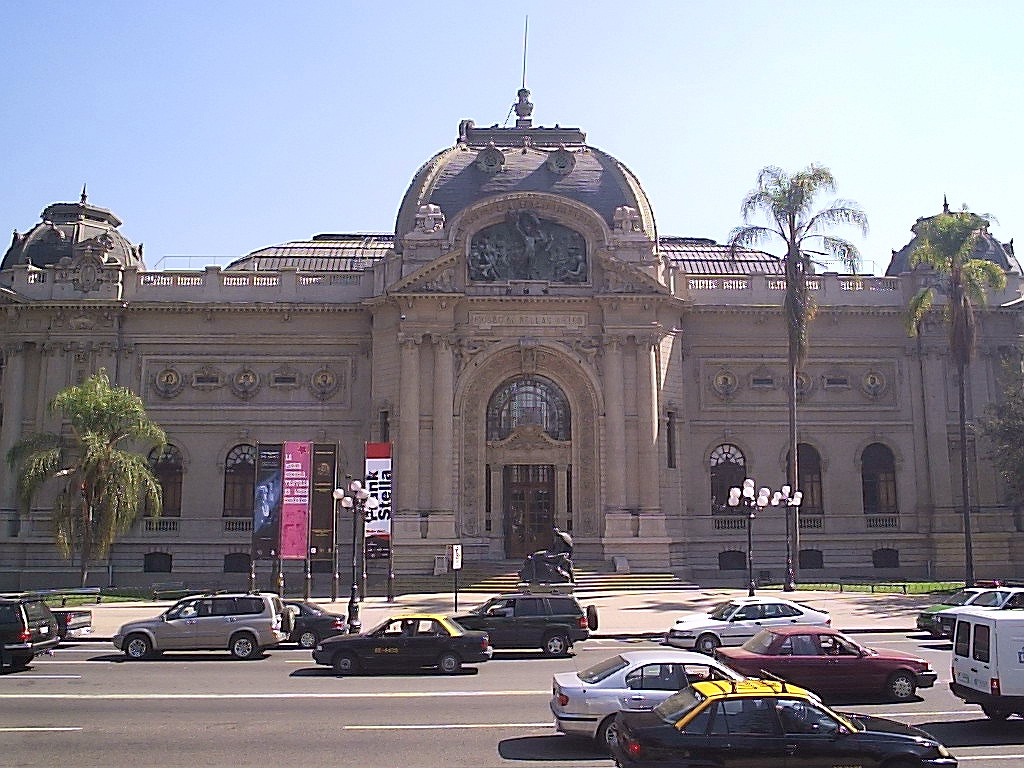
Fachada do Museu Nacional de Belas Artes em Santiago, uma das obras de Emile Jéquier

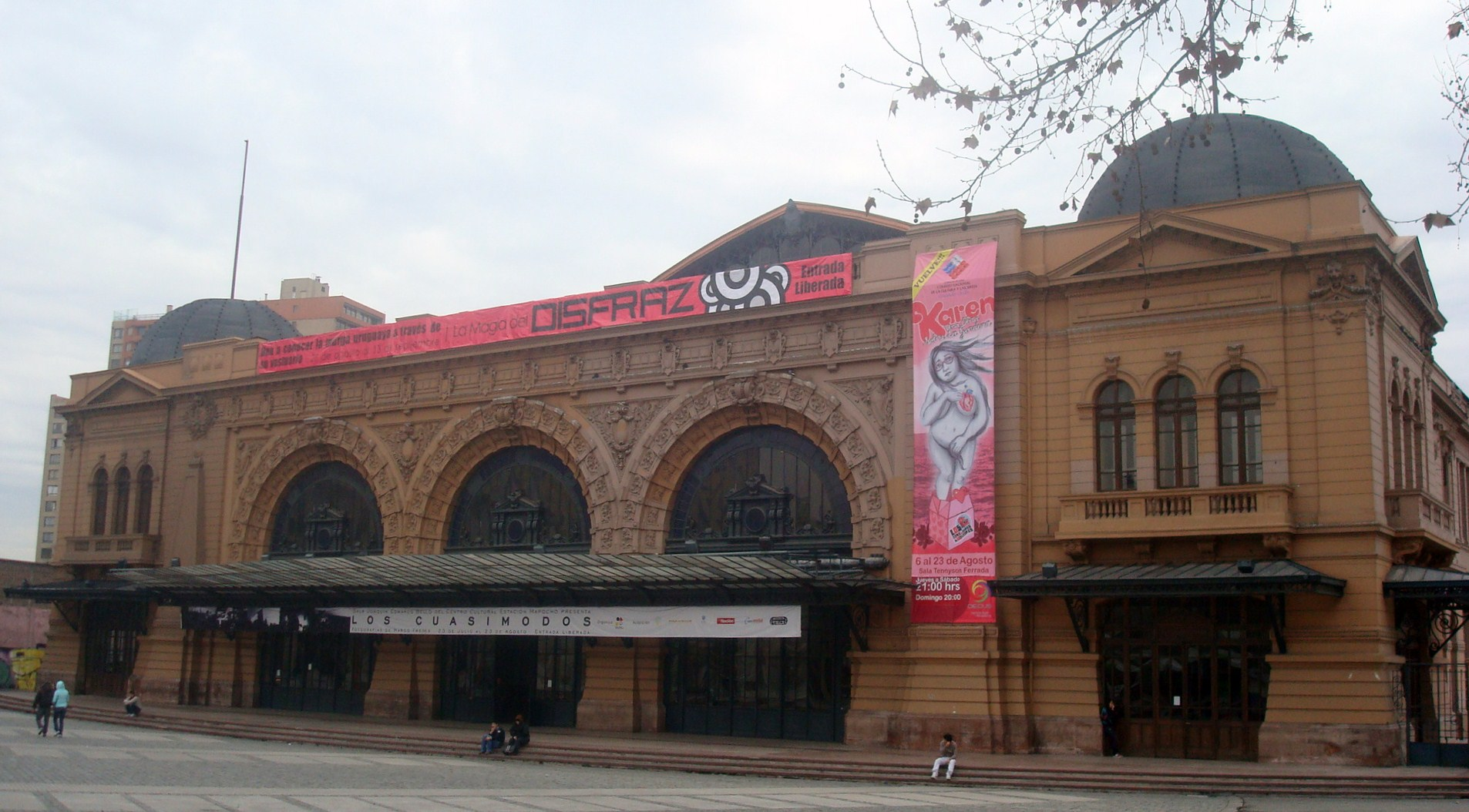
Estação Mapocho

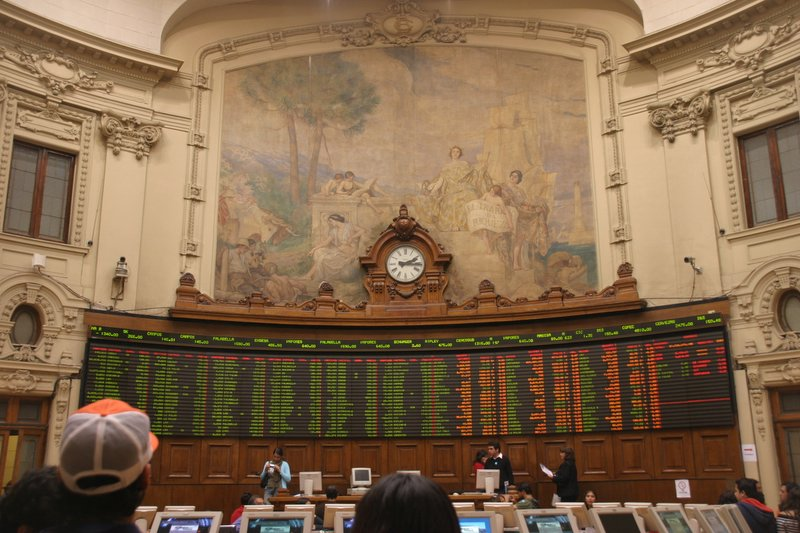
Bolsa de Comércio de Santiago

Emile Jéquier (Santiago, janeiro de 1866 — Asiers, Ilha de França, 1949) foi um arquiteto franco-chileno[a] formado em França.

## Biografia
Radicado com a sua família na França em 1870, aí estudou na Escola Especial de Arquitetura de Emilio Trelat, onde obteve o diploma de arquitetura. Continuou os estudos na Escola de Belas Artes de Paris, onde trabalhou durante três anos no atelier de Paul Blondel ampliando os seus conhecimentos. Ficou conhecido no estúdio do arquiteto Prosper Bobin e na Exposição Universal de 1889. Regressou ao Chile em 1902, onde abriu o seu próprio atelier de arquitetura juntamente com o seu primo Julio Bertrand, arquiteto e fotógrafo.
Pouco depois ganhou o concurso de arquitetos organizado pela Ministério da Indústria e Obras Públicas para construir o novo edifício do Museu Nacional de Belas Artes, cujas obras foram iniciadas em 1905. De 1910 a 1927 foi membro do Conselho de Belas Artes, uma entidade que colaborava na administração daquele museu.
Foi também docente de arquitetura na Pontifícia Universidade Católica do Chile, que o credita como um dos professores mais marcantes dos primeiros anos daquela instituição.

## Obra
Emile Jéquier é citado na história da arte chilena pela construção de edifícios públicos importantes, nomeadamente o Museu Nacional de Belas Artes em Santiago. A planta interna e a fachada principal desta obra foram inspiradas no Museu Petit Palais de Paris, de estilo neoclássico, fortemente reforçado com detalhes Art Nouveau e estruturas metálicas então muito em voga arquitetura metálica do século XIX. O palácio, situado no Parque Florestal, foi inaugurado a 21 de setembro de 1910.
Outras obras importante de Jéquier de estilo neoclássico, todos em Santiago foram:
- Ministério da Indústria e Obras Públicas
- Palácio dos Tribunais de Justiça (1907)
- Estação Mapocho (1913)
- Instituto de Humanidades (atualmente o Centro de Extensão da Pontifícia Universidade Católica do Chile)
- Edifício da Bolsa de Comércio de Santiago (1917)
- Pavilhão "Valentin Errázuriz" do Hospital de San Borja